# Стане Поточар
Стане Поточар — Лазар (Мирна Печ, код Долењске, 27. април 1919 — Љубљана, 5. децембар 1997), учесник Народноослободилачке борбе, генерал-пуковник ЈНА и народни херој Југославије. У периоду од 15. октобра 1972. до 10. јула 1979. године обављао је функцију Начелника Генералштаба Југословенске народне армије.

## Биографија
Рођен је 27. априла 1919. године у Мирној Печи, код Долењске, у сељачкој породици. Основну школу похађао је у родном месту. После завршеног шестог разреда пошао је на касапски занат у Љубљану и у исто време похађао трогодишњу занатску школу. Године 1934, вратио се кући и радио код брата у касапници.
Године 1936, јавио се у Подофицирску морнаричку школу, али га је лекарска комисија одбила због неке срчане мане. Годину дана потом, радио је као касапски помоћник у Новом Месту. Године 1937. вратио се кући, све док 1940. није позван је у Југословенску војску, у коњички ескадрон гарде, где је завршио Трупну подофицирску школу Југословенске војске.

### Народноослободилачка борба
Капитулација Југославије затекла га је у Београду, одакле је успео да се врати кући. Убрзо је ступио у Освободилну фронту. Био је члан одбора ОФ у Мирној Печи. Окружни одбор ОФ Ново Место задужио га је за пребацивање материјала партизанским јединицама.
У партизане је отишао 15. марта 1942. године, придруживши се борцима у Кршком одреду. Тога дана је примљен и за члана Комунистичке партије Југославије. У почетку је био заменик водника у Првој чети Другог батаљона Кршког одреда. Након формирања бригаде „Матија Губец“, 23. септембра 1942. године на Требелном код Мирне Печи, постао је командант Трећег батаљона бригаде „Матија Губец“.
За кратко време је учествовао у борбама, као што је био напад на белогардистичко упориште Ајдовец 11. и 12. децембра 1942. и уништење фашистичке посаде у Добу 26. и 27. децембра. Штаб бригаде је 2. јануара 1943. предложио Главном штабу Словеније једанаест бораца и официра за одликовање, међу којима и Поточара. Дана 20. фебруара, постао је заменик команданта, а средином јула 1943, командант бригаде „Матија Губец“.
Од 24. до 27. јула, Гупчева, Томшичева, Цанкарева и Шерцерова бригада напале су јако непријатељско упориште у Жужемберку, где се налазило око 500 италијанских војника и белогардиста. Бригаде су силовитим нападом истерале непријатеља из Жужемберка и нанеле му тешке губитке. У тим се борбама истакао Стане Поточар, након чега је био посебно похваљен. Дана 14. септембра 1943, Главни штаб је захтевао да му се поднесу предлози за именовање официра. Лазар је тада добио чин мајора.
Дана 30. септембра 1943, Гупчева бригада је заједно са Тринаестом пролетерском бригадом разбила усташко утврђење Стојдрагу и немачко упориште у Каменцима у Хрватској. Поточар је учествовао и у борбама током немачке Октобарске офанзиве, након чега је 17. децембра послан у Приморску, где је 13. јануара 1944. постао командант 31. дивизије „Триглавске“. Тада је унапређен у чин потпуковника.
Дана 18. марта 1944. године, Штаб Деветог корпуса предузео је офанзивне ударе на немачка упоришта у Годовичу, Хотедршчици и Идрији, а средином априла, 31. дивизија је разрушила пругу од Ракека до Диваче и пут Постојна–Раздрто–Трст и Раздрто–Випава. Крајем јуна, 31. дивизија је у четири дана рушила железничку пругу у Башкој грапи и поразила неколико непријатељских група. У летњој немачкој офанзиви против јединица Деветог корпуса, 31. дивизија је имала задатак да око 180 тешких рањеника и болесника пренесе на Кочевски рог, у тамошње партизанске болнице. Након уништења домобранског упоришта у Чрном Врху 1. септембра 1944, у чему је учествовала и 31. дивизија, Главни штаб Словеније изрекао признање и похвалу свим борцима, подофицирима, официрима и политичким комесарима.
После командовања 31. дивизијом, Поточар је почетком септембра 1944. постављен за команданта Деветог корпуса, при чему је унапређен у чин пуковника. Тада је корпус водио борбе против непријатељских јединица у Словеначком приморју. Јануара 1945. године, Поточар је отишао у Долењску, одатле Београд, а у априлу у Совјетски Савез на виши војни курс. После завршеног курса, априла 1946. се вратио у Југославију.

### Послератни период
После рата, био је прво командант 23. ударне српске дивизије, затим командант Одреда ЈА на Слободној Територији Трста од 1946. до 1947. године. Од 1950. до 1952. завршио је Вишу војну академију ЈНА и Курс оператике ЈНА. Дана 22. децембра 1952, унапређен је у чин генерал-мајора ЈНА. Постао је командант 24. дивизије скопске војне области, затим начелник Штаба скопског војног подручја и командант 60. дивизије загребачке војне области. Као командант мариборског војног подручја, 22. децембра 1960, унапређен је у чин генерал-потпуковника ЈНА. Затим је отишао у Сарајево и постао помоћник команданта за позадину сарајевске армијске области. Као командант војне области, 22. децембра 1971, унапређен је у чин генерал-пуковника ЈНА.
Указом Врховног команданта 45–48 од 19. октобра 1972, именован је за Начелника Генералштаба ЈНА. Ову функцију је вршио до 10. јула 1979. године, након чега је пензионисан у чину генерал-пуковника ЈНА.
Стане Поточар вршио је и многе друштвено-политичке функције. Три пута је био посланик Скупштине СР Словеније, члан Главног одбора Социјалистичког савеза радног народа Словеније, председник Коњичког савеза СР Македоније, члан Среског одбора ССРН Марибор и члан Главног одбора СУБНОР-а Словеније.
Поред тога је вршио и низ партијских функција. Био је члан дивизијског комитета, члан Опуномоћства Скопске армијске области, члан Опуномоћства Загребачке војне области, члан Опуномоћства СКЈ за Љубљанско војно подручје, члан Опуномоћства Сарајевске армијске области, члан Опуномоћства СКЈ за ЈНА, члан Централног комитета СКЈ и члан Комисије Извршног комитета Председништва СКЈ за општенародну одбрану.
Умро је 5. децембра 1997. године у Љубљани.
Носилац је Партизанске споменице 1941. и више југословенских одликовања, међу којима су — Орден ратне заставе, Орден југословенске заставе са лентом, Орден партизанске звезде са златним венцем, Орден заслуга за народ са златном звездом, Орден братства и јединства са златним венцем, Орден народне армије са ловоровим венцем, Орден за војне заслуге са великом звездом, Орден народне армије са златном звездом и Орден за храброст. Орденом народног хероја одликован је 4. септембра 1953. године.